# Plaucheville (Louisiane)
Plaucheville est un village de la paroisse des Avoyelles, dans l'État de Louisiane, aux États-Unis,. En 2020, il compte une population de 221 habitants.

## Démographie
Lors du recensement de 2010, le village comptait une population de 248 habitants, tandis qu'en 2020, elle s'élève à 221 habitants.